# Christiane Tammer
Christiane Tammer (née Gerstewitz, também referenciada como Christiane Gerth) é uma matemática alemã, conhecida por seu trabalho sobre otimização matemática. É professora do Instituto de Matemática da Universidade de Halle-Wittemberg, editor-in-chief do Optimization: A Journal of Mathematical Programming and Operations Research.
Tammer é homônimo das funções de Gerstewitz ou funcionais de Gerstewitz na otimização vetorial e suas generalizações.

## Formação
Tammer obteve um doutorado (Dr. rer. nat.) em 1984 na Universidade Técnica Leuna-Merseburg, com a tese Beiträge zur Dualitätstheorie der nichtlinearen Vektoroptimierung, orientada por Alfred Göpfert. Obteve a habilitação em Halle em 1991.

## Books
Tammer é autora de livros, incluindo:
- Variational Methods in Partially Ordered Spaces (with Alfred Göpfert, Hassan Riahi, and Constantin Zălinescu, Springer, 2003)[7]
- Set-valued Optimization: An Introduction with Applications (with Akhtar A. Khan and Constantin Zălinescu, Springer, 2014)[8]
- Scalarization and Separation by Translation Invariant Functions (with Petra Weidner, Springer, 2020)

É co-editora, com Frank Heyde, de Festschrift in celebration of Prof. Dr. Wilfried Grecksch's 60th birthday (Shaker, 2008).